# Cybianthus peruvianus
Cybianthus peruvianus là một loài thực vật có hoa trong họ Anh thảo. Loài này được (A.DC.) Miq. mô tả khoa học đầu tiên năm 1856.